# Zakkenklopper

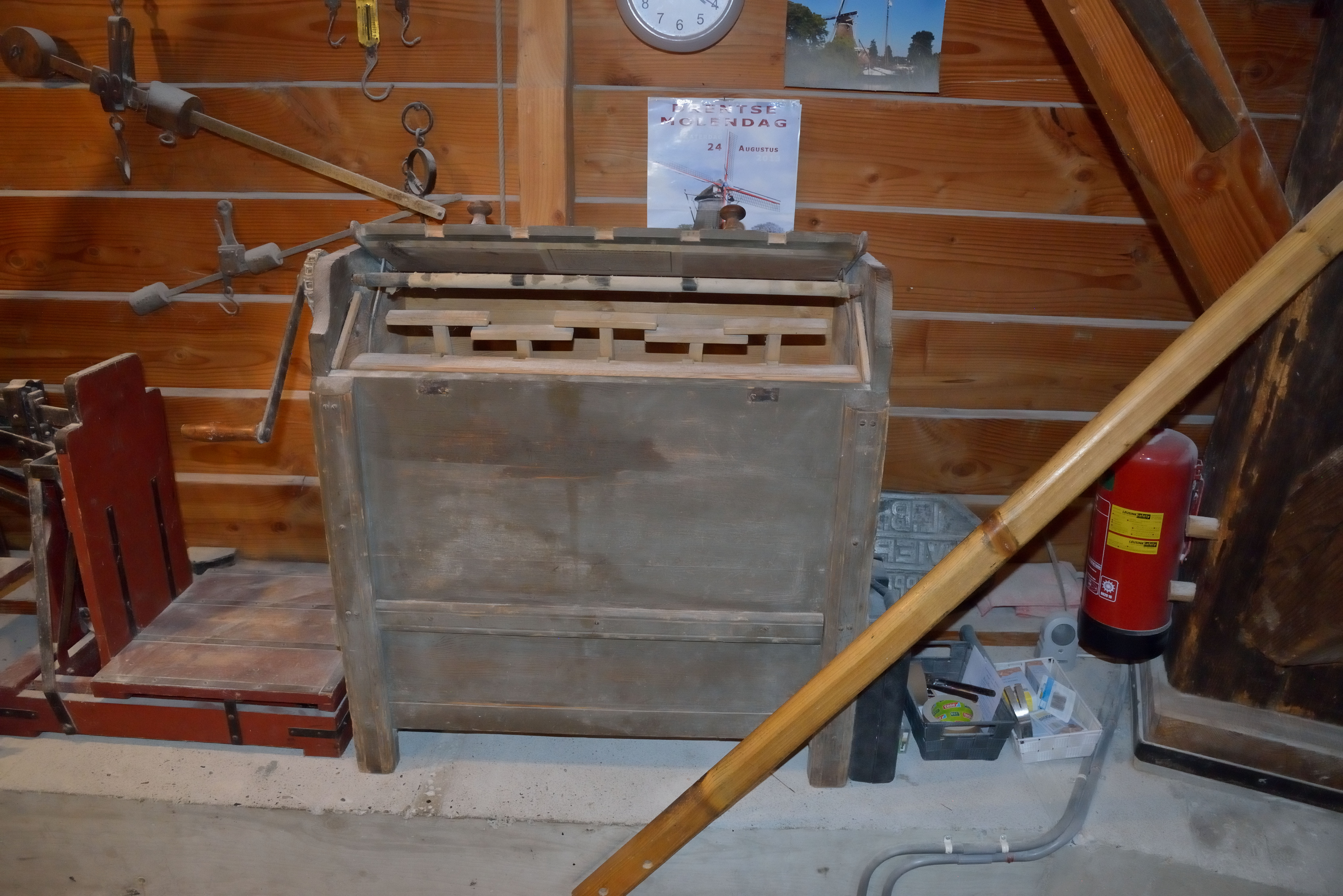
Zakkenklopper op molen De Weert

Een zakkenklopper is een apparaat waar vroeger de juten meelzakken mee werden schoongeklopt. Zo werden de meelresten en aankoekingen door spinsels van insecten, zoals de Indische meelmot, verwijderd. Elke korenmolen had vroeger een zakkenklopper.